# تركيا في ألعاب التضامن الإسلامي 2021
شاركت تركيا في ألعاب التضامن الإسلامي 2021 التي أقيمت في قونية، بتركيا في الفترة من 9 إلى 18 أغسطس 2022، تم إعادة جدولة الألعاب من 20 إلى 29 أغسطس 2021، وتم تأجيل الحدث إلى 10 إلى 19 سبتمبر 2021 في يوليو 2020 من قبل ISSF لأن المواعيد الأصلية كانت تتزامن مع دورة الألعاب الأولمبية الصيفية 2020، والتي تم تأجيلها بسبب وباء كوفيد-19. في مايو 2021، أرجأ صندوق الشركات الناشئة والمؤسسات الصغيرة والمتوسطة الابتكارية الحدث إلى أغسطس 2022 مشيرًا إلى حالة وباء كوفيد-19 في البلدان المشاركة.